# Pomphorhynchus lucyi
Pomphorhynchus lucyi är en hakmaskart som beskrevs av Williams och Rogers 1984. Pomphorhynchus lucyi ingår i släktet Pomphorhynchus och familjen Pomphorhynchidae. Inga underarter finns listade i Catalogue of Life.